# Палумбинум
Палумбинум (на латински: Palumbinum) e древен град на самнитите в провинция Кампобасо, регион Молизе, Италия на 10 км от Кампобасо.
През 293 пр.н.е. градът e завладян от римския консул Спурий Карвилий Максим. По време на римляните се казва Castra Pugnarum, Castra Pinaria, Castrum Pineani, през Средновековието - Castro Pignano, a днес - Кастропиняно. Според Ливий се казва Паломбино (Palombino) или Кастропиняно (Castropignano).
През Средновековието на мястото на Палумбинум е построен замъкът Castello d'Evoli.